# Saarland Hurricanes
| Ewige GFL Bilanz | Ewige GFL Bilanz | Ewige GFL Bilanz | Ewige GFL Bilanz | Ewige GFL Bilanz | Ewige GFL Bilanz | Ewige GFL Bilanz | Ewige GFL Bilanz | Ewige GFL Bilanz | Ewige GFL Bilanz | Ewige GFL Bilanz | Ewige GFL Bilanz |
| Jahr             | Gesamt           | Gesamt           | Gesamt           | Heim             | Heim             | Heim             | Ausw.            | Ausw.            | Ausw.            | TD-Verhältnis    |                  |
| Jahr             | S                | N                | U                | S                | N                | U                | S                | N                | U                | TD-Verhältnis    |                  |
| ---------------- | ---------------- | ---------------- | ---------------- | ---------------- | ---------------- | ---------------- | ---------------- | ---------------- | ---------------- | ---------------- | ---------------- |
| 2001             | 1                | 10               | 1                | 1                | 4                | 1                | 0                | 6                | 0                | 199:478          |                  |
| 2002             | 1                | 09               | 2                | 0                | 5                | 1                | 1                | 4                | 1                | 188:400          |                  |
| 2003             | 4                | 07               | 1                | 2                | 3                | 1                | 2                | 4                | 0                | 204:424          |                  |
| 2004             | 1                | 09               | 0                | 0                | 5                | 0                | 1                | 4                | 0                | 162:265          |                  |
| 2005             | 5                | 05               | 0                | 3                | 2                | 0                | 2                | 3                | 0                | 294:298          |                  |
| 2006             | 3                | 09               | 0                | 3                | 3                | 0                | 0                | 6                | 0                | 154:333          |                  |
| 2007             | 1                | 11               | 0                | 1                | 5                | 0                | 0                | 6                | 0                | 088:378          |                  |
| 2011             | 2                | 11               | 0                | 1                | 5                | 0                | 1                | 6                | 0                | 194:363          |                  |
| 2012             | 3                | 10               | 1                | 2                | 4                | 1                | 1                | 6                | 0                | 366:479          |                  |
| 2013             | 5                | 09               | 0                | 4                | 3                | 0                | 1                | 6                | 0                | 297:389          |                  |
| 2014             | 6                | 08               | 0                | 4                | 3                | 0                | 2                | 5                | 0                | 426:432          |                  |
| 2015             | 8                | 06               | 0                | 3                | 4                | 0                | 4                | 3                | 0                | 419:342          |                  |
| 2016             | 8                | 06               | 0                | 4                | 3                | 0                | 4                | 3                | 0                | 415:370          |                  |
| 2017             | 2                | 12               | 0                | 1                | 6                | 0                | 1                | 6                | 0                | 186:469          |                  |
| 2021             | 8                | 2                | 0                | 4                | 1                | 0                | 4                | 1                | 0                | 332:147          |                  |
| 2022             | 4                | 6                | 0                | 1                | 4                | 0                | 3                | 2                | 0                | 348:302          |                  |
| 2023             | 9                | 3                | —                | 6                | 0                | —                | 3                | 3                | —                | 465:366          |                  |
| Gesamt           | 71               | 133              | 5                | 40               | 60               | 4                | 31               | 73               | 1                | 4737:6235        |                  |

Die Saarland Hurricanes sind ein American-Football-Team aus Saarbrücken, das viele Jahre in der German Football League und German Football League 2 spielte. Seit 2021 spielen die Hurricanes aufgrund eines frei gewordenen Platzes wieder in der höchsten deutschen Spielklasse.

## Geschichte
Die Saarland Hurricanes entstanden 1996 aus einer Fusion der beiden Footballvereine Dillingen Steelhawks (von 1984 bis 1989: Dillingen Hurricanes) und Saarbrücken Wölfe (von 1989 bis 1991: Saarbrücken Ghostbusters). Bereits 1989 stellte ein dritter Footballverein, die Saarlouis Wölfe, ihren Spielbetrieb ein. Die damaligen Spieler wurden in die Dillingen Hurricanes eingegliedert.
Bereits im ersten Jahr wurden die Hurricanes Meister der 2. Bundesliga Süd. 2000 stieg das Team in die höchste deutsche Spielklasse auf, die German Football League. Nach vier erfolglosen Saisons verpflichtete der damals finanzschwache Verein für die Saison 2005 als Coach Kirk Heidelberg, mit dessen Hilfe die Hurricanes erstmals die Teilnahme an den Play-offs erreichten. Die Saison 2006 wurde mit dem fünften Platz abgeschlossen. In der Saison 2007 gelang nur ein Sieg und man landete aufgrund des verlorenen direkten Vergleichs gegen die Darmstadt Diamonds auf dem sechsten und damit letzten Tabellenplatz. Die beiden Spiele der Relegation gegen die Munich Cowboys gingen mit 7:25 und 2:48 verloren und man stieg ab. Nach einem fünften und einem vierten Platz in den Saisons 2008 und 2009 gelang 2010 die Meisterschaft und der erneute Aufstieg in die GFL.
2011 wurde der eigene Kunstrasenplatz in Burbach am Matzenberg eingeweiht und trägt den Namen Home of the Canes. 2011 belegte die erste Mannschaft in der GFL den sechsten Platz und nach der Ligaerweiterung auf acht Teams im Jahr 2012 belegte sie mit drei Siegen und einem Unentschieden den siebten Platz.
2013 war das erfolgreichste Jahr der Vereinsgeschichte. In der GFL belegte man Platz fünf und gewann vier der sieben Heimspiele. Die A-Jugend (auch U19 genannt) wurde mit einer Perfect Season Deutscher Meister. Die Jugend trägt ihre Spiele auf dem Kunstrasenplatz aus und hat seit der Einweihung 2011 auf dem Platz alle Ligaspiele gewonnen. Nach der Meisterschaft 2011 in der Regionalliga und dem damit verbundenen Aufstieg in die Bundesliga gelang 2012 auf Anhieb die Meisterschaft in der Bundesligagruppe Mitte. Im Viertelfinale um die deutsche Meisterschaft kam es zu der ersten und bisher einzigen Niederlage. Das Halbfinale gegen die Berlin Rebels wurde in Saarbrücken nach einem zwischenzeitlichen Rückstand von 0:20 im ersten Viertel noch mit 30:26 gewonnen. Im Endspiel um die Deutsche Meisterschaft lag man kurz vor der Halbzeit bereits mit 18:0 zurück. Bis ins letzte Viertel kämpften sich die Jugendlichen wieder zum Ausgleich heran. Bei auslaufender Uhr punkteten sie mit einem Touchdown und einer Two-Point-Conversion zum 26:25-Sieg und errangen die Deutsche Meisterschaft. Auch die B-Jugend, die seit 2012 im Spielbetrieb gemeldet ist, konnte in dem Jahr alle Heimspiele gewinnen. 2012 verlor sie im Abschlussturnier um die Meisterschaft der Regionalliga Hessen/Thüringen/Rheinland-Pfalz/Saarland lediglich ein Spiel und wurde Vizemeister. Auch 2013 gelang ihnen eine perfekte Saison, sie gewannen alle Spiele.
Die erste Mannschaft schloss die Saison 2017 in der GFL auf dem letzten Platz ab.  In der Relegation gegen die Kirchdorf Wildcats konnten die Hurricanes ihr Heimspiel knapp gewinnen, mussten jedoch nach der deutlichen Rückspielniederlage den Gang in die zweite Klasse antreten.  Zur Saison Saison 2021 kehrten die Saarländer als Nachrücker wieder zurück ins Oberhaus, nachdem die Ingolstadt Dukes ihren Rückzug erklärt hatten.  Den Hurricanes gelang auf Anhieb die Qualifikation für die Play-offs mit dem zweiten Platz in der Südgruppe.  Anschließend gelang gegen die Cologne Crocodiles der Einzug ins Halbfinale, wo gegen den späteren Meister, die Dresden Monarchs, Schluss war.  Sowohl in der Rundenphase als auch das in den Play-offs bedeutete dies das beste Abschneiden der Vereinsgeschichte.

## Verein
Die Saarland Hurricanes sind ein eingetragener Verein. Neben dem GFL-Team unterhalten die Hurricanes folgende Mannschaften:
- Lady Canes (ab 16)
- U10-Flag Football (ab 8)
- U13-Football-Team (ab 10)
- U16-Football-Team
- Juniors (U19, GFL Juniors)
- Prospect Team
- Cheerleader Team: Saarland Hurriflames (ab 16), Sparkling Flames (ab 12), Shiny Flames (ab 5)
- Flag Attack (Flag Football-Team)